# Deponie Emden
Die Deponie Emden ist die ehemalige Abfalldeponie der Stadt Emden. Im Volksmund hat sich die Bezeichnung Friesenhügel bzw. Müllberg etabliert.

## Beschreibung
Die ehemalige Deponie liegt im Nordwesten der Stadt Emden in der Nähe des Hauptbahnhofs. Sie wurde nach dem Zweiten Weltkrieg in einem im Schnitt etwa einen Meter unter Normalnull gelegenen, bedeichten Gebiet zwischen dem Larrelter Tief im Norden und dem Kaiser-Wilhelm-Polder im Süden, das über die Normannenstraße zugänglich war, angelegt. In den Jahren 1949 bis 1981 wurde sie als zentrale Hausmülldeponie der Stadt betrieben. Neben Haus- und Sperrmüll wurden hier auch hausmüllähnliche Gewerbeabfälle, Schlacken, Klärschlamm sowie Bodenaushub und Bauschutt abgelagert. Die Abfälle wurden direkt auf den anstehenden Kleiuntergrund geschüttet, welcher zwischen 0,7 und 6 m mächtig ist. Unter der Kleischicht steht Torf und teilweise eine Feinsandschicht von geringer Mächtigkeit an, unter der wiederum eine mehrere Meter dicke Geschiebelehmschicht und Lauenburger Ton anstehen.
Ab 1970 wurden die direkt an den Bahndamm angrenzenden Flächen im Osten der Deponie für die Anlage eines Sportplatzes planiert. Später wurde dann weitere Sportanlagen angelegt. Die Geländehöhe liegt hier bei vier Metern über Normalnull. Das Auffüllmaterial besteht überwiegend aus Boden und Bauschutt bzw. Hausmüll und Bauschutt.
Das Deponiegelände ist einschließlich der darauf angelegten Sportanlagen rund 19,7 ha groß. Insgesamt wurden hier rund 1,7 Mio m³ Abfälle abgelagert. Der dadurch entstandene Müllberg war bis zu 18,5 m (ü. NN) hoch. Nach dem Ende der Ablagerung von Abfällen Ende 1981 wurde die Deponieoberfläche nicht abgedeckt. Die Deponieoberfläche entwässerte weitestgehend in einen die Deponie umgebenden Ringgraben. Das Wasser wurde über ein Pumpwerk zur städtischen Kläranlage abgeführt.
Ab Ende 2005 wurde die Deponie gesichert und mit einer Oberflächenabdichtung versehen. Um das entstehende bzw. im Deponiekörper vorhandene Deponiegas aufzufangen, wurde ein Entgasungssystem mit Gasbrunnen installiert. Das Deponiegas wird in einer Hochtemperaturverbrennungsanlage verbrannt.
Da das Oberflächenwasser nach der Sicherung der Deponie keine Verbindung zum eigentlichen Deponiekörper mehr hat, braucht es nicht mehr zur Kläranlage gepumpt zu werden. Es wird nun in Entwässerungsmulden gefasst und den Vorflutern Larrelter Tief, Kaiser-Wilhelm-Schloot und den westlich der Deponie liegenden Teichen zugeführt. Zur Kläranlage wird nun noch anfallendes Sickerwasser gepumpt.
Nach der Sicherung der Deponie wurde diese rekultiviert.

## Nachnutzung
Die Stadt Emden gestaltet die ehemalige Deponie zu einem Landschafts- und Erlebnispark um. Auf der noch bis zu 16,5 m hohen Geländeerhebung ist u. a. der Bau eines Aussichtsturms vorgesehen.